# عسافیه
عسافیه (به عربی: العسافية) یک شهرداری در الجزایر است که در استان الاغواط واقع شده‌است.
 عسافیه  ۴٬۳۸۹ نفر جمعیت دارد.